# Belgisch kampioenschap halve marathon
Het Belgisch kampioenschap halve marathon is een hardloopwedstrijd van 21,1 km, waarbij de Belgische titel kan worden behaald. Het kampioenschap wordt sinds 1993 jaarlijks gehouden in een Belgische stad.
De Belgisch atleet Rik Ceulemans won viermaal de nationale titel. Bij de vrouwen won Ann Parmentier viermaal de Belgisch titel op de halve marathon.

## Kampioenschapsrecords
- Mannen: 1:03.31 - Koen Allaert (1999)
- Vrouwen: 1:11.08 - Marleen Renders (1994)

## Uitslagen
| Datum             | Plaats         | Belgisch kampioen    | Tijd       | Belgisch kampioene  | Tijd    |
| ----------------- | -------------- | -------------------- | ---------- | ------------------- | ------- |
| 1 mei 1993        | Zinnik         | Eddy Hellebuyck      | 1:03.38    | Véronique Collard   | 1:13.49 |
| 12 mei 1994       | Hulshout       | Raf Wyns             | 1:04.12    | Marleen Renders     | 1:11.08 |
| 8 juli 1995       | Beveren        | Ivo Claes            | 1:06.36    | Marleen Renders     | 1:12.13 |
| 17 augustus 1996  | Flémalle       | Herman De Coux       | 1:06.45    | Sonja Deckers       | 1:18.28 |
| 20 april 1997     | Sint-Truiden   | Gino Van Geyte       | 1:04.36    | Sonja Deckers       | 1:13.59 |
| 7 juni 1998       | Nijlen         | Gino Van Geyte       | 1:05.01    | Marleen Renders     | 1:11.43 |
| 16 oktober 1999   | Belœil         | Koen Allaert         | 1:03.31    | Marleen Van Bael    | 1:19.12 |
| 29 september 2000 | Kuurne         | Christian Nemeth     | 1:04.30    | Ann Parmentier      | 1:14.12 |
| 24 mei 2001       | Kortrijk       | Koen Allaert         | 1:05.39    | Ann Parmentier      | 1:19.14 |
| 13 april 2002     | Nieuwpoort     | Wim De Keyser        | 1:05.30    | Ann Parmentier      | 1:15.41 |
| 7 september 2003  | Sint-Truiden   | Rik Ceulemans        | 1:05.40    | Catherine Lallemand | 1:17.41 |
| 5 september 2004  | Luik           | Rik Ceulemans        | 1.05:41    | Nathalie De Vos     | 1:20.09 |
| 11 september 2005 | Sint-Truiden   | Rik Ceulemans        | 1:05.54    | Nathalie Loubele    | 1:20.03 |
| 26 augustus 2006  | Geraardsbergen | Koen Van Rie         | 1:05.56    | Kristi De Smet      | 1:19.35 |
| 1 mei 2007        | Tongeren       | Rik Ceulemans        | 1:06.58    | Louise Deldicque    | 1:23.55 |
| 14 september 2008 | Sint-Truiden   | Willem Van Hoof      | 1:05.53    | Alemitu Bekele      | 1:18.41 |
| 24 oktober 2009   | Herve          | Guy Fays             | 1:11.20    | Ann Parmentier      | 1:22.46 |
| 1 oktober 2010    | Kuurne         | Florent Caelen       | 1:06.55    | Isabelle Collier    | 1:17.37 |
| 10 juli 2011      | Diksmuide      | Guy Fays             | 1:07.57    | Alemitu Bekele      | 1:18.24 |
| 5 oktober 2012    | Kuurne         | Nick Van Peborgh     | 1:07.25    | Els Rens            | 1:18.12 |
| 26 oktober 2013   | Herve          | Abdelhadi El Hachimi | 1:08.28    | Hanna Vandenbussche | 1:20.29 |
| 14 september 2014 | Sint-Truiden   | Abdelhadi El Hachimi | 1:05.51    | Karen Van Proeyen   | 1:18.36 |
| 19 september 2015 | Berlare        | Abdelhadi El Hachimi | 1:06.03    | Els Rens            | 1:17.00 |
| 24 september 2017 | Wevelgem       | Koen Naert           | 1:06.09    | Hanne Verbruggen    | 1:18.05 |
| 27 oktober 2018   | Herve          | Ward Van Der Kelen   | 1:09.39    | Sophie Hardy        | 1:18.21 |
| 22 september 2019 | Wevelgem       | niet toegekend       |            | Mieke Gorissen      | 1:16.15 |
| 13 maart 2022     | Gentbrugge     | Koen Naert           | 1:03.41    | Hanna Vandenbussche | 1:13.47 |
| 12 maart 2023     | Gentbrugge     | Bashir Abdi          | 59.51 (NR) | Hanne Verbruggen    | 1:12.28 |
| 11 maart 2024     | Gentbrugge     | Dorian Boulvin       | 1:01.25    | Juliette Thomas     | 1:09.47 |
| 9 maart 2025      | Gentbrugge     | Simon Debognies      | 1:01.02    | Roxanne Cleppe      | 1:09.14 |